# Midtown Madness 3
Midtown Madness 3 je závodní videohra s otevřeným světem z roku 2003, kterou vyvinula společnost Digital Illusions CE pro Xbox. Jedná se o třetí hru ze série Midtown Madness.
Hru vyvinula společnost Digital Illusions CE a vydala ji společnost Microsoft Game Studios. To znamenalo změnu od vývojářů prvních dvou her, Angel Studios, kteří se přesunuli k práci na sérii Midnight Club.  
Vydání pouze pro Xbox a změna vývojáře předznamenaly výrazné grafické vylepšení, které udrželo grafické standardy konzole. 

## Hratelnost
Stejně jako v předchozích hrách série jezdí hráč s některým z několika různých vozidel po otevřených mapách vymodelovaných podle skutečných měst. Ve hře Midtown Madness 3 jsou ztvárněna města Paříž a Washington. Mapy měst pokrývají menší plochy než je tomu ve skutečnosti, i když jsou větší než jejich srovnatelné protějšky ve hrách Midtown Madness a Midtown Madness 2. 
- V režimu pro jednoho hráče se hráč může volně pohybovat, závodit nebo plnit různé mise.
- V režimu „Cruise“ (volné putování) může hráč měnit počet chodců a množství dopravy, měnit počasí a roční období, denní dobu a roční období a sbírat specifické nátěry automobilů, a to v autě vybraném uživatelem.
- V závodech „Blitz“ hráč projíždí všechny dané kontrolní body v libovolném pořadí a závodí do cíle před vypršením času.
- V závodech „Checkpoint“ hráč projíždí kontrolními body v libovolném pořadí a dojíždí do cíle dříve než jeho soupeři.
- V režimu misí „Práce v utajení“ se hráč pokouší plnit úkoly založené na řízení, které se v jednotlivých městech liší: v Paříži hráč pracuje jako poslíček, taxikář, šofér, ochranka, řidič sanitky, policista a zvláštní agent, zatímco ve Washingtonu D.C. jako rozvozce pizzy, řidič půjčeného auta, řidič limuzíny, prodejce aut, kaskadér, policista a soukromé očko.
- V režimu „Capture the Gold“, je po městě ukryto zlato a hráč ho musí odnést do úkrytu. Ostatní hráči se pokusí zlato ukrást.
- V režimu „Lovec“ začíná jeden hráč jako Lovec a všichni ostatní ve hře jsou Kořist. Když Lovec chytí Kořist, ti se zase stanou Lovci a poslední osoba, která je Kořistí, zůstane sama jako vítěz.
- „Stayaway“ je režim, ve kterém vyhrává ten, kdo udrží králíka nejdéle.
- „Tag“ je režim, ve kterém se hráči navzájem pronásledují a snaží se do sebe narážet auty.

Hra podporovala službu Xbox Live pro online hraní více hráčů a obsahovala režim rozdělené obrazovky pro offline hraní více hráčů. Prostřednictvím služby Xbox Live byl k dispozici dodatečný stahovatelný obsah, který rozšiřoval původní premisu hry.  

## Vývoj
Hra Midtown Madness 3 byla oznámena v dubnu 2002 jako exkluzivní titul pro Xbox s předběžným datem vydání koncem roku 2002. V květnu téhož roku bylo veřejnosti poprvé představeno rané vývojové sestavení. 